# UCI Asia Tour 2020
Navigation
Édition précédente Édition suivante
L'UCI Asia Tour 2020 est la 16e édition de l'UCI Asia Tour, l'un des cinq circuits continentaux de cyclisme de l'Union cycliste internationale. Il se déroule du 2 novembre 2019 au 11 octobre 2020 en Asie.

## Équipes
Les équipes qui peuvent participer aux différentes courses dépendent de la catégorie de l'épreuve. Par exemple, les UCI WorldTeams ne peuvent participer qu'aux courses .1 et leur nombre par épreuves est limité.
| Catégorie               | Catégorie                  | Équipes                                                                                 |
| ----------------------- | -------------------------- | --------------------------------------------------------------------------------------- |
| .1                      | 1.1 (Course d'un jour)     | * UCI WorldTeam (max 50 %) * UCI ProTeam * Équipe continentale * Sélection nationale    |
| .1                      | 2.1 (Course par étapes)    | * UCI WorldTeam (max 50 %) * UCI ProTeam * Équipe continentale * Sélection nationale    |
| .2                      | 1.2 (Course d'un jour)     | * UCI ProTeam * Équipe continentale * Sélection nationale * Équipe régionale et de club |
| .2                      | 2.2 (Course par étapes)    | * UCI ProTeam * Équipe continentale * Sélection nationale * Équipe régionale et de club |
| .Ncup (moins de 23 ans) | 1.Ncup (Course d'un jour)  | * Sélection nationale * Sélection mixte * Équipe régionale et de club (max 16%)         |
| .Ncup (moins de 23 ans) | 2.Ncup (Course par étapes) | * Sélection nationale * Sélection mixte * Équipe régionale et de club (max 16%)         |

## Calendrier des épreuves

### Novembre 2019
| Date  | Course               | Pays      | Classe | Vainqueur        | Équipe                |
| ----- | -------------------- | --------- | ------ | ---------------- | --------------------- |
| 2-10  | Tour de Singkarak    | Indonésie | 2.2    | Jesse Ewart      | Sapura                |
| 8-10  | Tour de Quanzhou Bay | Chine     | 2.2    | Ryan Cavanagh    | St George Continental |
| 10    | Tour d'Okinawa       | Japon     | 1.2    | Nariyuki Masuda  | Utsunomiya Blitzen    |
| 17-23 | Tour de Fuzhou       | Chine     | 2.1    | Artur Fedosseyev | Shenzhen Xidesheng    |

### Décembre 2019
| Date  | Course           | Pays     | Classe | Vainqueur    | Équipe |
| ----- | ---------------- | -------- | ------ | ------------ | ------ |
| 18-22 | Tour de Selangor | Malaisie | 2.1    | Marcus Culey | Sapura |

### Janvier
| Date | Course                    | Pays     | Classe | Vainqueur         | Équipe |
| ---- | ------------------------- | -------- | ------ | ----------------- | ------ |
| 4-6  | Cambodia Bay Cycling Tour | Cambodge | 2.2    | Ariya Phounsavath | Laos   |

### Février
| Date | Course                               | Pays            | Classe | Vainqueur    | Équipe                   |
| ---- | ------------------------------------ | --------------- | ------ | ------------ | ------------------------ |
| 4-8  | Tour d'Arabie saoudite               | Arabie saoudite | 2.1    | Phil Bauhaus | Bahrain-McLaren          |
| 15   | Malaysian International Classic Race | Malaisie        | 1.1    | Johan Le Bon | B&B Hotels-Vital Concept |

### Mars
| Date | Course         | Pays   | Classe | Vainqueur      | Équipe     |
| ---- | -------------- | ------ | ------ | -------------- | ---------- |
| 1-5  | Tour de Taïwan | Taïwan | 2.1    | Nicholas White | BridgeLane |

### Octobre
| Date | Course            | Pays      | Classe | Vainqueur        | Équipe   |
| ---- | ----------------- | --------- | ------ | ---------------- | -------- |
| 6-11 | Tour de Thaïlande | Thaïlande | 2.1    | Nikodemus Holler | Bike Aid |

## Classements
- Note: classements définitifs au 10 novembre[2],[3]

| #  | Coureur                  | Équipe                                  | Pts. |
| -- | ------------------------ | --------------------------------------- | ---- |
| 1  | Alexey Lutsenko          | Astana                                  | 531  |
| 2  | Yevgeniy Fedorov*        | Vino-Astana Motors                      | 221  |
| 3  | Hideto Nakane            | Nippo Delko One Provence                | 147  |
| 4  | Sarawut Sirironnachai    | Thailand Continental Cycling Team       | 146  |
| 5  | Artur Fedosseyev         | Ningxia Sports Lottery Continental Team | 136  |
| 6  | Thanakhan Chaiyasombat*  | Thailand Continental Cycling Team       | 124  |
| 7  | Daniil Pronskiy*         | Vino-Astana Motors                      | 116  |
| 8  | Ilya Davidenok           | Ningxia Sports Lottery Continental Team | 114  |
| 9  | Peerapol Chawchiangkwang | Thailand Continental Cycling Team       | 95   |
| 10 | Muradjan Khalmuratov     |                                         | 75   |
| 11 | Ayush-Ochir Sugarmaa*    |                                         | 75   |
| 12 | Xianjing Lyu*            | Hengxiang Cycling Team                  | 70   |
| 13 | Maral-Erdene Batmunkh    | Terengganu Inc-TSG Cycling Team         | 69   |
| 14 | Matvey Nikitin           | Vino-Astana Motors                      | 69   |
| 15 | Chun Kai Feng            | Bahrain-McLaren                         | 68   |
| 16 | Nariyuki Masuda          | Utsunomiya Blitzen                      | 61   |
| 17 | Yukiya Arashiro          | Bahrain-McLaren                         | 61   |
| 18 | Marwan Al Jalham         |                                         | 60   |
| 19 | Ariya Phounsavath        |                                         | 59   |
| 20 | Sergey Luchshenko        | Apple Team                              | 59   |

| #  | Équipe                                  | Pts.   |
| -- | --------------------------------------- | ------ |
| 1  | Team Sapura Cycling                     | 1113   |
| 2  | Terengganu Inc-TSG Cycling Team         | 864    |
| 3  | Vino-Astana Motors                      | 465    |
| 4  | Thailand Continental Cycling Team       | 456    |
| 5  | Ningxia Sports Lottery Continental Team | 264    |
| 6  | Yunnan Lvshan Landscape                 | 254.34 |
| 7  | Hengxiang Cycling Team                  | 153    |
| 8  | SSOIS Miogee Cycling Team               | 118    |
| 9  | Utsunomiya Blitzen                      | 77     |
| 10 | HKSI Pro Cycling Team                   | 72     |

| #  | Pays         | Pts. |
| -- | ------------ | ---- |
| 1  | Kazakhstan   | 1296 |
| 2  | Thaïlande    | 530  |
| 3  | Japon        | 434  |
| 4  | Mongolie     | 351  |
| 5  | Malaisie     | 262  |
| 6  | Chine        | 231  |
| 7  | Qatar        | 188  |
| 8  | Corée du Sud | 178  |
| 9  | Ouzbékistan  | 172  |
| 10 | Indonésie    | 86   |

| #  | Pays         | Pts. |
| -- | ------------ | ---- |
| 1  | Kazakhstan   | 433  |
| 2  | Thaïlande    | 248  |
| 3  | Malaisie     | 179  |
| 4  | Mongolie     | 85   |
| 5  | Chine        | 73   |
| 6  | Ouzbékistan  | 64   |
| 7  | Corée du Sud | 55   |
| 8  | Indonésie    | 15   |
| 9  | Philippines  | 12   |
| 10 | Qatar        | 5    |